# Wenceslao Victoria Soto
För andra betydelser, se Wenceslao Victoria Soto (olika betydelser).
Wenceslao Victoria Soto, född 28 september 1952 i Michoacán, död 13 april 1991 var en mexikansk biolog och politisk aktivist för organisationen Movimiento Antorchista. Han avled efter en misslyckad hjärtoperation och har sedan dess fått flera orter i Mexiko uppkallade efter honom.